# Ravnica: Città delle Gilde

Il logo del set: si notano i simboli delle dieci gilde (in alto quelle presentate in questa espansione) e in alto al centro il simbolo del set

Ravnica: Città delle Gilde (in inglese Ravnica: City of Guilds) è stato un set di espansione del gioco di carte collezionabili di Magic: l'Adunanza.
In vendita in tutto il mondo a partire dal 7 ottobre 2005, è stata la prima espansione del Blocco di Ravnica, seguita da Patto delle Gilde.

## Ambientazione
(Testo di colore della Soccorritrice)
La storia di Ravnica è ambientata in un piano dimensionale costituito da un'unica grandissima città, (Ravnica appunto), in cui la gestione del comando e dell'ordine è in mano al Patto delle Gilde, un'associazione costituitasi 10.000 anni fa dall'alleanza fra i parun, ovvero i capi fondatori delle attuali dieci gilde.
Ecco i nomi delle gilde:
- la Casata Dimir
- la Legione Boros
- il Conclave di Selesnya
- lo Sciame Golgari
- il Sindacato Orzhov
- il Clan Gruul
- la Lega Izzet
- l'Alleanza Simic
- il Senato Azorius
- il Culto di Rakdos

## Caratteristiche
Ravnica è composta da 306 carte, stampate a bordo nero, così ripartite:
- per colore: 37 bianche, 39 blu, 37 nere, 39 rosse, 37 verdi, 21 incolori, 64 multicolore/ibride, 32 terre.
- per rarità: 110 comuni, 88 non comuni, 88 rare e 20 terre base.

Il simbolo dell'espansione è una torre, e si presenta nei consueti tre colori a seconda della rarità: nero per le comuni, argento per le non comuni, e oro per le rare.
Ravnica è disponibile in bustine da 15 carte casuali, mazzi da torneo da 75 carte casuali, e in 4 mazzi tematici precostituiti da 60 carte ciascuno:
- Mortifungo Golgari (nero/verde)
- Intrighi dei Dimir (blu/nero)
- Carica dei Boros (bianco/rosso)
- Unione Selesnyana (bianco/verde)

Ravnica: Città delle Gilde fu presentata in tutto il mondo durante i tornei di prerelease il 24 settembre 2005, in quell'occasione venne distribuita una speciale carta olografica promozionale: il Raccimolante, che presentava un'illustrazione alternativa rispetto alla carta che si poteva trovare nelle bustine.

### Ristampe
Nel set sono state ristampate le seguenti carte da espansioni precedenti:
- Uccelli del Paradiso (presente in tutti i set base del gioco esclusa la Nona Edizione)
- Cuore Tenebroso del Bosco (comune nel set L'Oscurità, non comune in Ravnica)
- Elfi Oscuri (non comune nel set L'Oscurità, comune in Ravnica)
- Goblin Speleologi (dai set Saga di Urza e Settima Edizione)
- Spaccare (dal set Apocalisse)
- Draghetto Azzannatore (dai set Portal e Starter 1999)

## Novità

### Le carte Ibride
L'innovazione principale di Ravnica è l'introduzione dei simboli di mana "mezzo-e-mezzo". Questi nuovi simboli sono dieci, uno per ogni combinazione di due colori di mana (bianco, blu, nero, rosso, verde). Ad esempio il simbolo verde/bianco è per metà come il simbolo di mana verde e per metà come quello bianco. Le carte che hanno nel loro costo questi simboli sono dette ibride, e a differenza delle altre carte multicolori, che hanno una cornice dorata, le carte ibride presentano una cornice a due colori, il che significa che la metà sinistra è di un colore diverso dalla metà destra. Il mana ibrido può essere pagato a piacere con uno dei suoi due colori. Una carta ibrida è di ciascuno dei colori che appaiono nel suo costo di mana, indipendentemente dal colore o dai colori che sono stati spesi per giocarla. Mentre giochi una carta ibrida, sei tu a scegliere quale colore di mana spendere per ciascun simbolo di mana mezzo-e-mezzo. È possibile che successivamente un effetto riduca il costo di quella magia di uno o più mana colorati: tale effetto si realizza solo se quei colori fanno parte del costo che hai stabilito per la magia. La magia è di tutti i colori della carta, indipendentemente dal mana che hai usato per giocarla. I simboli di mana mezzo-e-mezzo non sono nuovi colori, non puoi aggiungere mana mezzo-e-mezzo alla tua riserva.

### Il sistema delle Gilde
Ogni combinazione di due colori rappresenta, nel mondo di Ravnica, una specifica gilda. A ogni gilda è abbinata una nuova abilità, e tutte le carte che la posseggono sono considerate affiliate alla gilda in questione. Queste carte hanno stampato nel box del testo il simbolo della gilda, che non ha nessun tipo di valore ai fini del gioco, ma ha uno scopo puramente estetico.
Questa idea verrà mantenuta anche nelle due espansioni successive, Patto delle Gilde e Discordia, che concludono il ciclo presentando tre nuove gilde ciascuna con le relative nuove abilità.
Le quattro gilde presenti in Ravnica sono:
- la Casata Dimir (gilda blu/nera) dotata dell'abilità Trasmutare (Transmute). Le magie con questa abilità ti danno la possibilità di venire scartate (TAPpando un certo numero di terre) e di venire cambiate con altre magie cercate nel mazzo con lo stesso costo di quelle scartate. Il mazzo va poi rimescolato.

Le regole ufficiali per l'abilità trasmutare sono le seguenti:
Trasmutare è un'abilità attivata che funziona solo mentre la carta con trasmutare si trova nella mano di un giocatore. "Trasmutare [costo]" significa "[Costo], Scarta questa carta: Passa in rassegna il tuo grimorio, scegli una carta con lo stesso costo di mana convertito della carta scartata, rivela quella carta e aggiungila alla tua mano. Poi rimescola il tuo grimorio. Gioca questa abilità solo quando potresti giocare una stregoneria."
Anche se l'abilità trasmutare è giocabile solo se la carta si trova in mano a un giocatore, essa continua a esistere mentre l'oggetto è in gioco e in tutte le altre zone. Ne consegue che l'oggetto con trasmutare subisce gli effetti derivanti dal possesso, da parte di un oggetto, di una o più abilità attivate.
- Se trasmuti una carta che costa due mana blu, per esempio, puoi cercare nel tuo grimorio una qualsiasi carta con costo di mana convertito pari a 2. Non importano il tipo e i colori di quella carta.
- Non è necessario che nel tuo grimorio sia presente una carta con lo stesso costo di mana convertito per giocare l'abilità trasmutare e non è necessario trovarne una anche nel caso in cui vi sia.
- la Legione Boros (gilda bianco/rossa), con l'abilità Radianza (Radiance). Le magie che possiedono questa abilità non colpiscono un unico bersaglio, ma tutti quelli che hanno almeno un colore in comune con il permanente colpito.
  - Tutte le creature che hanno almeno un colore in comune con essa vengono colpite, anche le tue.
  - Una creatura "ha un colore in comune" con un'altra creatura quando condivide con essa almeno un colore. Per esempio, una creatura verde-bianca ha un colore in comune con le creature verdi, bianche, verdi-bianche, rosse-bianche, nere-verdi e così via.
  - Se una magia radianza ha come bersaglio una creatura incolore, non ha effetto su alcun'altra creatura. Una creatura incolore non ha colori in comune con altre creature, neppure quelle incolori.
  - Per controllare quali creature hanno almeno un colore in comune con quella bersaglio, devi attendere il momento in cui la magia si risolve.
  - Solo una creatura viene scelta come bersaglio. Se quella creatura lascia il gioco o diventa comunque un bersaglio illegale, l'intera magia viene neutralizzata. Nessun'altra creatura viene colpita.
- il Conclave di Selesnya (gilda bianco/verde), con l'abilità Convocazione (Convoke). Convocazione è un'abilità statica che consente di TAPpare un certo numero di creature per diminuire di un mana incolore o di un mana del colore della creatura TAPpata il costo della magia giocata. Ad esempio se una creatura costa quattro mana incolori e tre mana verdi se TAPpi due creature blu e una verde la magia ti costerà solo due mana incolori e due verdi.
- lo  Sciame Golgari (gilda nero/verde) con l'abilità Dragare (Dredge). Dragare è un'abilità statica che si può attivare se la carta si trova nel proprio cimitero. È sempre seguita da un numero (X). Ogniqualvolta si deve pescare una carta, si può invece di pescare, mettere esattamente nel proprio cimitero (X) carte dalla cima del proprio grimorio. Se lo si fa, si può riprendere in mano dal cimitero la carta con Dragare (X), altrimenti si può semplicemente pescare una carta. Ad esempio una carta ha dragare 2: se la carta si trova nel cimitero puoi mettere le prime due carte del grimorio nel cimitero e riprendere la carta in mano. Altrimenti si può normalmente pescare una carta.

### Le terre doppie
Ravnica presenta anche le prime quattro carte del nuovo ciclo di dieci "terre doppie", una per ogni gilda. Queste terre (chiamate abitualmente "Shocklands" dai giocatori, a causa del fatto che per entrare nel campo di battaglia stappate e quindi essere immediatamente disponibili il controllore deve pagare 2 punti vita, l'equivalente del danno inflitto dalla popolare carta Shock) hanno una particolarità: due tipi diversi di terra base ciascuna, ma non sono terre base. Tutto ciò che ha effetto sulle terre base non ha effetto su di esse. Tutto quello che ha effetto sui tipi di terra base, invece, ha effetto su di esse. Per esempio il Battipista Urbano ("passa in rassegna il tuo grimorio e scegli una carta terra base") non può essere usato per trovare la Tomba Infestata da Erbacce, ma puoi sacrificare la Tomba Infestata da Erbacce al Cuore Tenebroso del Bosco ("Sacrifica una Foresta: Guadagni 3 punti vita"). Se un altro effetto ti dice di mettere in gioco le terre TAPpate, la Tomba Infestata da Erbacce entra in gioco TAPpata sia che tu paghi 2 punti vita sia che tu non li paghi. Se stanno entrando in gioco contemporaneamente più permanenti con effetti da ingresso in gioco, risolvi quegli effetti uno per volta, quindi metti in gioco tutti i permanenti contemporaneamente. Per esempio, se hai 3 punti vita e un effetto mette in gioco due Tombe Infestate da Erbacce, puoi pagare 2 punti vita solo per una di queste, non per entrambe.